# Anna Green
Anna Green (Stockport, Inglaterra; 20 de agosto de 1999) es una futbolista neozelandesa. Juega como defensora en el Lower Hutt City de Nueva Zelanda y su último equipo profesional fue el Reading FC de la FA Women's Super League de Inglaterra. Es internacional con la selección de Nueva Zelanda.

## Estadísticas

### Clubes
| Club                  | País          | Año             |
| --------------------- | ------------- | --------------- |
| Adelaide United       | Australia     | 2011            |
| FC Lokomotive Leipzig | Alemania      | 2012 - 2013     |
| Sydney FC             | Australia     | 2013 - 2014     |
| Notts County          | Inglaterra    | 2014 - 2015     |
| Mallbackens IF        | Suecia        | 2016            |
| Reading               | Inglaterra    | 2017 - 2018     |
| Capital Football      | Nueva Zelanda | 2018            |
| Miramar Rangers       | Nueva Zelanda | 2019 - 2020     |
| Lower Hutt City       | Nueva Zelanda | 2020 - presente |

## Palmarés

### Títulos internacionales
| Título                               | Equipo        | Sede               | Año  |
| ------------------------------------ | ------------- | ------------------ | ---- |
| Campeonato Femenino de la OFC        | Nueva Zelanda | Papúa Nueva Guinea | 2007 |
| Campeonato Femenino Sub-20 de la OFC | Nueva Zelanda | Nueva Zelanda      | 2010 |
| Campeonato Femenino de la OFC        | Nueva Zelanda | Nueva Zelanda      | 2010 |
| Campeonato Femenino de la OFC        | Nueva Zelanda | Nueva Caledonia    | 2018 |

(*) Incluyendo la Selección